# Мэйхью, Джонатан
Джонатан Мэйхью (англ. Jonathan Mayhew; 8 октября 1720, Мартас-Винъярд — 9 июля 1766, Бостон) — религиозный деятель Британской Северной Америки, священнослужитель и протестантский богослов.
Мэйхью потомком в пятом поколении Томаса Мэйхью (1592—1682), одного из первых колонистов на острове Мартас-Винъярд, в 1641 году получившего остров во владение. Его сын Томас Мэйхью-младший (ок. 1616—1657), его внук Джон (ум. 1689) и правнук Экспиринс (1673—1758) занимались миссионерством среди индейских племён, проживавших в окрестностях острова.
Джонатан, сын Экспиринса, получил высшее богословское образование в Гарварде в 1744 году, а в 1749 году стал доктором богословия, получив степень от Абердинского университета. В 1747 году он был рукоположён в пасторы церкви Уэст-Чёрч в Бостоне, однако его богословские взгляды были столь либеральны, что в первом совете по рукоположению приняли участие лишь два священника, в связи с чем пришлось созывать совет повторно. В своих проповедях Мэйхью выступал противником кальвинизма и сторонником антитринитаризма; в частности, он отвергал полное грехопадение человека. Он считается фактически первым представителем унитарного конгрегационализма в Новой Англии, хотя сам официально никогда не был унитарием.
В 1763 Мэйхью издал работу «Observations on the Charter and Conduct of the Society for Propagating the Gospel in Foreign Parts», в которой критиковал политику указанного общества по отправке миссионеров в Новую Англию, как не соответствующую изначальной цели её создания — «поддержки евангелистских священников» в местах, «совершенно лишённых и не обеспеченных средствами для нормальной жизни священников и для веры в Бога у населения»; эта работа сделала его лидером той части жителей Новой Англии, кто боялся, по словам самого Мэйхью (сказанным им в 1762 году), что «есть целая схема, формируемая с целью отправки священников в эту часть страны, и что наш губернатор, истинно верующий, глубоко вовлечён в заговор». На «ответ» на его работу, вышедший под заглавием «A Candid Examination» (1763), Мэйхью написал «защиту»; после публикации «ответа», анонимно изданного в Лондоне в 1764 году и написанного Томасом Секкером, архиепископом Кентерберийским, он написал «вторую защиту». Другим известным его трудом является сочинение «Discourse Concerning Unlimited Submission», написанное к столетию со дня казни английского короля Карла I, в котором он открыто выступает против монархии и позиционирует себя как республиканец. Ему также приписывается авторство известного высказывания «Нет налогам без представительства».
Мэйхью совмещал религиозную деятельность с политической, поддерживая гражданские свободы и называя борьбу с несправедливостью долгом каждого христианина; в 1765 году он активно выступал против Закона о гербовом сборе (хотя категорически отвергал свою причастность к организации связанных с этим беспорядков) и призывал к необходимости создания колониального союза (или «общины») для обеспечения прав и свобод жителей колоний. В 1765 году был дадлианским лектором в Гарвардском университете. Многочисленные проповеди Мэйхью, печатавшиеся в Бостоне и Лондоне, оказали, как считается, определённое влияние на рост движения за независимость североамериканских колоний.